# Mohammad Gholami
Mohammad Gholami (per. محمد غلامی, ur. 13 lutego 1983 w Bandar-e Anzali) – irański piłkarz występujący na pozycji napastnika w drużynie Sepidrood Raszt.

## Kariera piłkarska
Mohammad Gholami jest wychowankiem klubu Malawan. W 2006 odszedł do drużyny PAS Teheran. Potem występował w PAS Hamedan, a od 2009 do 2011 był zawodnikiem zespołu Steel Azin. Następnie grał w takich klubach jak: Damasz Gilan, Sepahan Isfahan, Rah Ahan, Padideh FC, Esteghlal Ahwaz, FC Khooneh be Khooneh i Gol Gohar Sirdżan. W 2018 przeszedł do Sepidrood Raszt.
Mohammad Gholami w 2010 zadebiutował w reprezentacji Iranu. W 2011 został powołany do kadry narodowej na Puchar Azji. Jego drużyna zajęła pierwsze miejsce w grupie i odpadła w ćwierćfinale z Koreą Południową.